# Amplitude Modulation Signalling System
AMSS pour Amplitude Modulation Signalling System est un système de transmission numérique conçu pour ajouter une transmission à bas débit sur les signaux de radio analogique en modulation d'amplitude (AM). Les fonctionnalités offertes par AMSS sont comparables à celles fournies par le RDS (Radio Data System) pour les transmissions en modulation de fréquence (FM).
AMSS a été standardisé en mars 2006 par l'ETSI, sous la référence TS 102 386, en tant qu'extension de la Digital Radio Mondiale (DRM). La DRM est une technique de radiodiffusion numérique adaptée aux bandes de fréquence inférieures à 30 MHz. Outre le son, la DRM permet de diffuser des informations annexes : identification du programme et des émissions, liste des fréquences, etc. L'objectif d'AMSS est de faciliter la transition des émissions en analogique (AM) vers des émissions en DRM. Ainsi, les émissions analogiques bénéficient elles aussi des informations annexes. Un récepteur compatible AMSS et DRM peut de la sorte basculer automatiquement entre un émetteur analogique (AM avec AMSS) et un émetteur du même programme en DRM.

## Caractéristiques techniques
Les données sont transmises à 46,875 bit/s. Le flot de données module en phase la porteuse de l'émetteur AM. La déviation maximale de phase est de ±20°.
Le flot de données est organisé en groupes composés de deux blocs. Chaque bloc contient 47 bits : 36 bits utiles, et 11 bits de détection/correction d'erreur (donnés par le code linéaire de polynôme générateur x11 + x8 + x6 + 1). Dans chaque groupe, on additionne à chacun des deux mots de vérification de 11 bits un mot de décalage qui permet de retrouver la synchronisation bloc et groupe. Cette organisation des données (notions de blocs, groupes, mots de décalage) est très proche de celle utilisée par le RDS.

## Utilisation
Des données AMSS sont transmises par les émetteurs suivants :
- ondes longues
  - RTL France : 234 kHz

- ondes moyennes
  - BBC World Service : 648 kHz
  - Deutschlandradio Kultur : 990 kHz
- ondes courtes
  - BBC World Service : 15575 kHz

Par le passé, des données AMSS ont également été transmises par :
- ondes moyennes
  - Truckradio 531 kHz